# Język normandzki

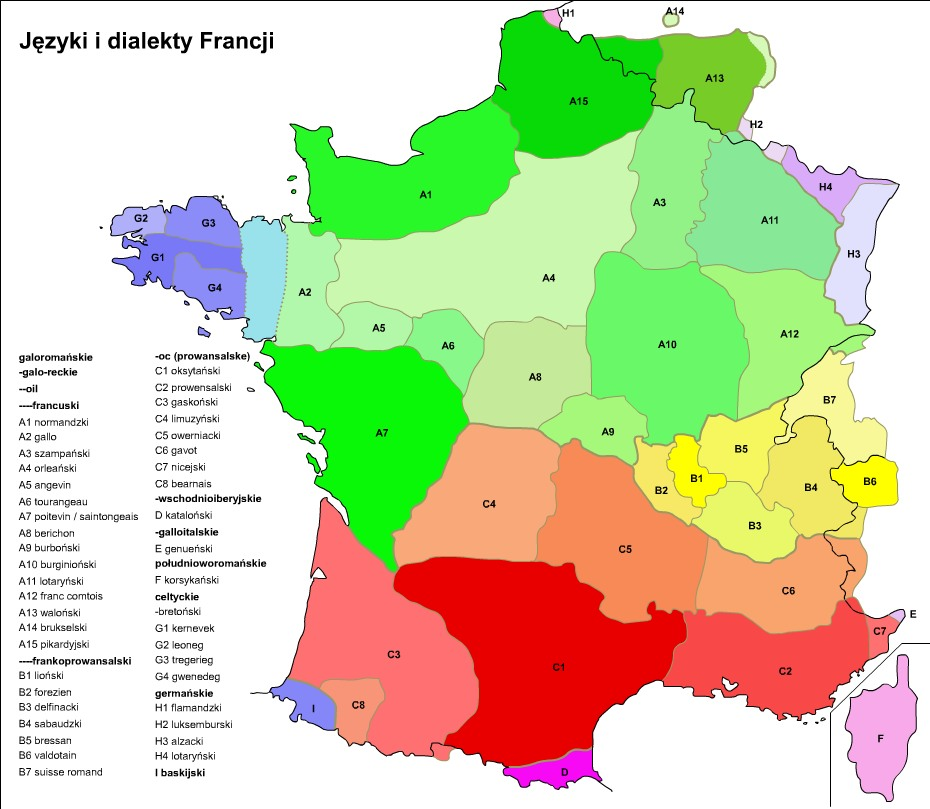
Języki i dialekty Francji

Język normandzki (Normaund, Normand lub Nouormand) – język romański z grupy langues d’oïl, posługują się nim mieszkańcy Normandii, krainy historycznej w północnej części Francji, oraz w niewielkim stopniu pobliskich Wysp Normandzkich, należących do Wielkiej Brytanii. Na tych wyspach istnieją odrębne dialekty (niekiedy uznawane za odrębne języki): auregnais (wyspa Alderney), guernésiais (wyspa Guernsey), jèrriais (wyspa Jersey) i sercquiais (wyspa Sark). Język normandzki dzieli się na dialekty: coutançais, calvadosien, lieuvin + evrecin, vexinois i roumois.
Bywa też uznawany za dialekt języka francuskiego. Charakteryzuje się licznymi zapożyczeniami z języków skandynawskich. Wywarł olbrzymi wpływ na rozwój języka angielskiego.